# Stollberg (Herrschaft)
Die Herrschaft Stollberg war eine Grundherrschaft im Viertel ober dem Wienerwald im Erzherzogtum Österreich unter der Enns, dem heutigen Niederösterreich.

## Ausdehnung
Die Herrschaft umfasste zuletzt die Ortsobrigkeit über Stollberg, Gern, Gföll, Klam, Buchbach, Tarbach, Freiling, Hendelgraben, Hof und Sonnleithen. Der Sitz der Verwaltung befand sich im Schloss Stollberg.

## Geschichte
Die letzten Inhaber der Allodialherrschaft war Karl Noé, Edler von Nordberg (1789–1885). Die Herrschaft wurde gemäß den Reformen 1848/1849 aufgelöst.